# 平和街道
平和街道（へいわかいどう）は、岩手県北上市と秋田県横手市を結ぶ街道。1953年に二級国道107号、1965年に一般国道107号の一部になっている。

## 概要
1878年（明治11年）仙台湾（石巻湾）の野蒜に新たな港を開き、運河で北上川および阿武隈川の物資を集め海運で全国各地に送る計画が立てられ、関連事業として岩手・秋田県下の馬車往復可能を条件に新道開鑿が計画された。
1880年（明治13年）に秋田県と岩手県が共同で開削工事に着手。黒沢尻（現 北上市）駅を起点に、和賀川沿いに江釣子宿 - 藤根野中 - 横川目下村 - 土場 - 杉名畑 - 川尻 - 野々宿 - 横手に至る道路で、1882年（明治15年）10月秋田県側の工事名「小松川道路」が開通し、竣工後に出羽国平鹿郡と陸奥国和賀郡の郡名の首字を合わせて「ひらわかいどう」と名付けられ、1887年（明治20年）岩手県側が開通し、1890年（明治23年）岩手県議会で県道改修案が提出されたさいに岩手側も平和街道と呼ぶようになったが、現在では「へいわかいどう」と呼ばれる。

### 歴史
古代から出羽と陸奥を結ぶ重要な街道の一つで、前九年の役の康平5年（1062年)、安倍正任が源頼義の軍勢におわれて黒沢尻柵（北上市）から和賀川沿いに出羽国に落ち延びる。
平泉藤原時代は「秀衡（ひでひら）街道」と呼ばれる、和賀川右岸を西進し、岩崎 - 煤孫（すすまご） - 和賀仙人峠 - 川尻 - 越中畑 - 黒沢峠を超えて秋田に通じていたと考えられる。
江戸時代、秋田側では江戸からの諸物資が、盛岡藩側の 岩崎街道・沢内街道 を経由して、白木峠を超えて山内村(現 横手市)へと搬入されていたが、白木峠は標高602mを越える峻険のため、牛馬による駄送が困難で荷を人が背負う難所であった。また、番所の廃止もあって、明治9年の久保田の豪商山中新十郎は、黒沢峠に後の平和街道を切り開き、明治12年に秋田県道に編入される。

## 参考資料
- 『横手市史 通史編 近現代』横手市、2011年3月31日。
- 「角川日本地名大辞典」編纂委員会『角川日本地名大辞典 3 岩手県』角川書店、1985年3月8日。ISBN 4-04-001030-2。
- 「角川日本地名大辞典」編纂委員会『角川日本地名大辞典 5 秋田県』角川書店、1980年。ISBN 4-04-001050-7。